# Crociera

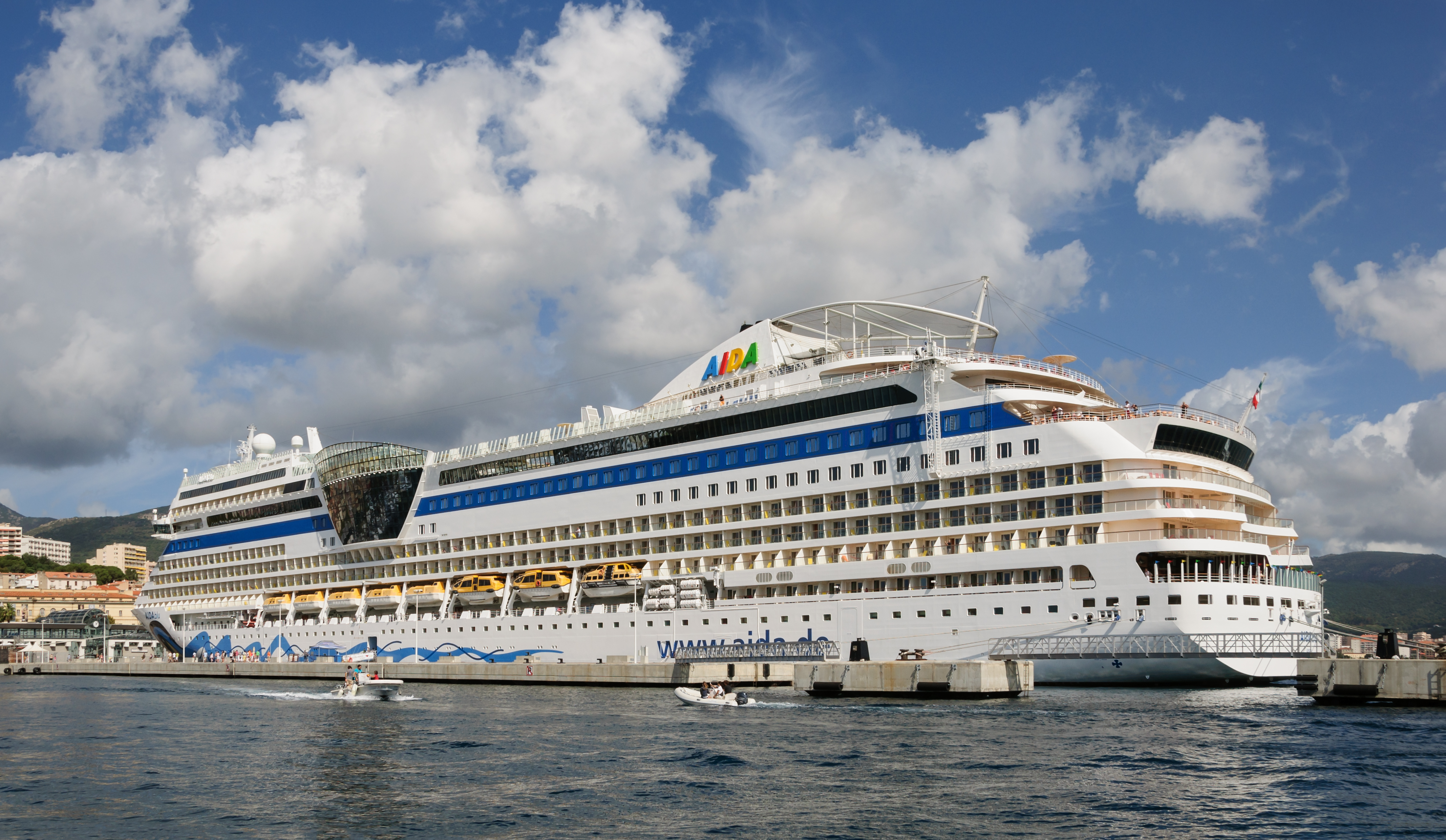
Una moderna nave da crociera della flotta della compagnia AIDA Cruises

Il termine crociera designa sia il viaggio con una nave da crociera utilizzata per scopi ricreativi e turistici, che l'industria che gestisce lo stesso servizio che tali navi offrono ai viaggiatori. Solitamente sono impiegate come nave da crociera motonavi di medie-grosse dimensioni, ed il servizio di crociera ha una durata variabile da una a quattro settimane, durante le quali i clienti vengono intrattenuti a bordo con le varie strutture presenti, soprattutto di tipo sportivo e ricreativo, ma vengono altresì coinvolti in diversi scali nei porti toccati dal pacchetto vacanza, con la possibilità di visitare città d'arte e altri luoghi di richiamo turistico. Il passeggero, comunque, dorme, consuma i pasti e trascorre la maggior parte del tempo a bordo della nave.

## Storia
Le origini di questo tipo di viaggio sono antichissime, ma solo recentemente è entrato nell'immaginario collettivo della tipica vacanza. In principio, infatti, la crociera non era fine a se stessa, ma spesso aveva l'obiettivo di arrivare - navigando - ad una destinazione lontana, magari dall'altro lato di un oceano, nel "Nuovo Mondo". Oggi, invece, il viaggio in sé è più importante della destinazione da raggiungere, poiché esso viene allietato da una moltitudine di servizi collaterali volti a soddisfare il bisogno di relax dei clienti. La prima crociera intesa in tal senso, fu il tour Napoli-Costantinopoli del 1833, sulla nave Francesco I.

## La crociera oggi
La crociera non ha più quindi la connotazione di viaggio, bensì quella di luogo di vacanza. Le navi da crociera su cui si affrontano i lunghi tragitti hanno tipicamente dimensioni molto elevate e al loro interno si trovano teatri, discoteche, sale da ballo, sale da gioco, negozi e boutique inseriti in veri e propri centri commerciali. Solitamente una moderna crociera consiste in un viaggio composto da diverse tappe giornaliere durante le quali è possibile scendere a terra e visitare il luogo in cui si è approdati, per proseguire nottetempo il viaggio verso la destinazione successiva. Si calcola che siano oltre 18 milioni (12 milioni secondo i dati CLIA Cruise Lines International Association) i croceristi nel mondo ad usufruire annualmente di questo tipo di vacanza, ed in particolare le principali aree di sviluppo del settore sono i Caraibi, il Mediterraneo, il Nord Europa, l'Alaska e l'Oriente.
In Italia sono molte le società armatoriali che offrono crociere marittime con partenze dalle città di Genova, Savona, Livorno, Civitavecchia, Napoli, Salerno, Palermo, Catania, Messina, Bari, Brindisi e Venezia. Fra esse figurano la MSC Crociere, Silversea Cruises, Carnival, Costa Crociere, Royal Caribbean, Princess Cruises, Crystal Cruises e Celebrity Cruises. Secondo un recente studio della ECC (European Cruise Council) in Europa sono circa 3,6 milioni le persone che effettuano una crociera ogni anno, mentre la ricerca di CEMAR ha calcolato per il 2011 un movimento di 10,9 milioni di croceristi movimentati nei porti italiani pari ad un incremento del 17% rispetto all'anno precedente.

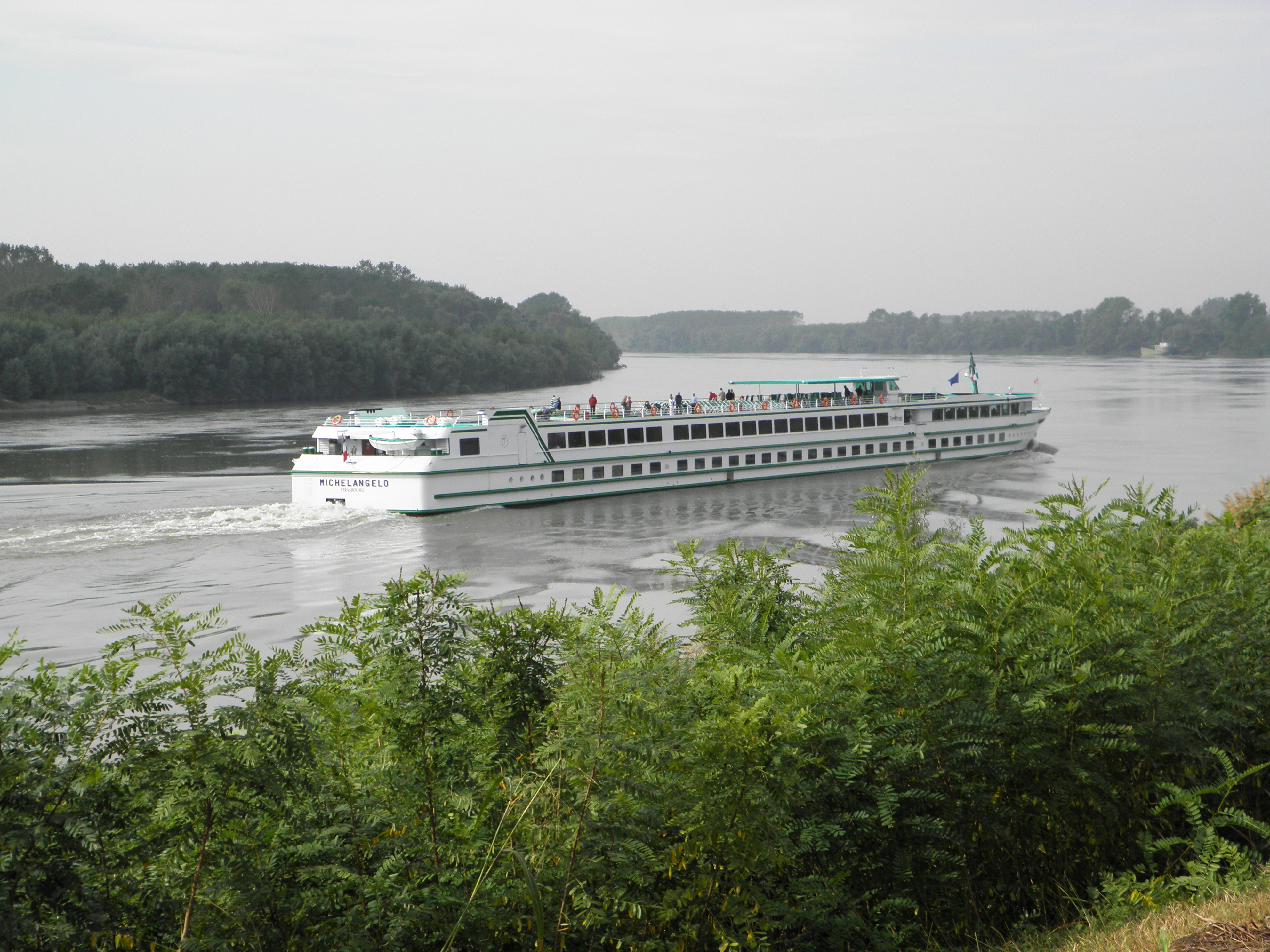
La motonave Michelangelo in navigazione sul fiume Po nei pressi dell'abitato di Guarda Veneta, provincia di Rovigo.

Recentemente è stata riscoperta anche in Italia la crociera fluviale, come già sulla Loira e sul Nilo, (192 navi e 1,4 milioni di crocieristi previsti nel 2011 sempre secondo i dati CEMAR).
In Europa diverse Compagnie tra le quali A-Rosa, Luftner cruiss, Viking River Cruises e CroisiEurope offrono crociere sul Danubio, sul Reno, sulla Senna e sul Rodano.
Dal 2005, in Italia la navigazione sul Po è offerta dalla Compagnia CroisiEurope con la motonave "Michelangelo" (158 passeggeri - 110x11,4 metri) sulla tratta Venezia - Polesella; l'originale arrivo a Cremona non è più previsto a causa dei lunghi periodi di secca del grande fiume. Sempre sulla stessa tratta è attiva anche la compagnia tedesca Nicko-Tours con la motonave "Bellissima" (134 passeggeri; 110x11,4 metri). Dal 2009, con l'arrivo in Italia della motonave olandese "Vita Pugna" (21 passeggeri - 36x5,40 metri) crociere con pernottamento sono possibili nella tratta Venezia - Mantova, anche nella variante con escursioni di trasferimento in bicicletta.

## In ambito militare
Nella marina militare con il termine crociera s'indica l'attività di sorveglianza espletata da una nave (o da una squadra navale) in un ben determinato settore marittimo.